# Kira-kira☆
『kira-kira☆』（キラキラ）は、青森放送ラジオで2006年10月2日から放送されているプロ野球ナイター中継オフ期間限定のラジオ番組。

## 概要
1969年10月から37年間にわたって放送されてきた『ナイトブリッジ・フォー・ユー』をリニューアルする形で番組がスタートした。なお、日替わりでRABのアナウンサーがパーソナリティを務めるスタイルは変わらない。2011年度ではこのタイトルがなくなり各番組が独立した形となったが、以前とスタイルはそのままであるため、ここでは2011年度以後の放送分についても紹介する。
なお2022年度以降はすべての曜日で、在京キー局、または番組制作プロダクションが制作した番組を編成されているため、21時台のアナウンサー枠は休止されている。

## 放送時間
- 火曜 - 金曜
  - 2006年度 - 2008年度 21:05 - 21:50（21:00 - 21:05まで『東奥日報ニュース』を放送していたため）
  - 2009年度 - 2015年度 21:00 - 21:50（夜のニュース放送廃枠により定時の開始に）
  - 2016年度 - 2021年度 現在 21:00 - 22:00

## 曜日別のパーソナリティ・サブタイトル

### 2006年10月 - 2007年3月
- 火曜：永井まどか「MADO CAFE'（マドカフェ）」
  - 「Ranking Queen」のコーナーは、2005年10月から2006年9月まで土曜日の17:00 - 17:10に放送されていた『まどかのランKING QUEEN』（まどかのランキングクイーン）から引き継がれている。
  - 2007年4月 - 5月は独立番組となり、月曜21:00 - 21:30に放送。
- 水曜：菅原厚「あなたとスガワラ」
  - 1週間の県内のスポーツ情報や、尾崎豊のコーナーなどがあった。エンディングテーマは「尾崎」つながりで尾崎紀世彦の「また逢う日まで」のインストが流れていた。
- 木曜：上野由加里「ユカリズム」
  - 2005年10月から2006年9月までは、日曜日の7:40 - 7:50に同じタイトルで放送されていたが、『kira-kira☆』では洋楽専門番組としてリニューアルした。
- 金曜：青山英次「SCHOOL OF RADIO」
  - 新旧の音楽、スポーツ情報を授業に見立てて紹介。2009年度の放送まで、青山の趣味である妄想のコーナー「妄想部」があった。

### 2007年10月 - 2008年3月
- 火曜：青山英次「SCHOOL OF RADIO」
- 水曜：菅原厚「あなたとスガワラ」-格闘家、恩田剛徳のコーナーもある。
- 木曜：伊東幸子「スゥイングイヤリングス」
  - ココロコメール、ここでコイバナ、キラキラ大人道など、おしゃれな雰囲気の内容となっている。
- 金曜：上野由加里「ユカリズム」

### 2008年10月 - 2009年3月
- 火曜：桒子英里「えりだま-英里の魂-」
- 水曜：樋田かおり「かおりんぐ」
- 木曜：青山英次「SCHOOL OF RADIO」
- 金曜：上野由加里「ユカリズム」

### 2009年10月 - 2010年3月
- 火曜：青山英次「SCHOOL OF RADIO」
- 水曜：桒子英里「Elly's kitchen」
  - 前年度から一転、映画音楽・映画情報を扱う。2010年4月3日からの春季・夏季は、独立番組として毎週土曜17:10 - 17:40に放送される。[1]RABラジオにて、『シネマテーク9』以来の映画音楽番組。
- 木曜：星和明・樋田かおり「ふたり de DASH!!」
  - 当シリーズで2人パーソナリティー制を採った唯一の番組。前半は樋田によるアニメをテーマとした「アニメファンタジー〜アニファン」、後半は星による青森県内外のアマチュアミュージシャンやライブ情報を紹介する「熱血音楽塾」の2部構成であった。その後、後半の音楽コーナーは、星自身の冠番組『スター☆ラジオ』[2]に引き継がれる。
- 金曜：上野由加里「ユカリズム」

### 2010年10月 - 2011年3月
- 火曜：青山英次「SCHOOL OF RADIO」
- 水曜：桒子英里「Elly's kitchen」
- 木曜：菅原厚「スガワラ道場!」
  - 3年ぶりにこの番組に帰ってきた菅原がスポーツや歴史、頑張っている人を紹介する内容。八戸市を拠点とするアイスホッケーチーム・東北フリーブレイズの最新情報を伝えるコーナーがあった。BGMの多くは『るろうに剣心 -明治剣客浪漫譚-』[3]のものを使用している。「道場」と銘打っただけあって、投稿が採用される度にリスナー個人の階級が初段、二段と上がる制度が導入されていた[4]。
- 金曜：上野由加里「ユカリズム」

### 2011年10月 - 2012年3月
これより『kira-kira☆』のシリーズタイトルが消滅、各番組が独立化。
- 火曜：菅原厚「スガワラ道場!」
  - 前年度よりもスポーツ情報番組色を強める。また、前年度にあった階級制度はクイズコーナー「道場破り」限定となり、「3問（＝3週）正解を果たすと免許皆伝」という形に改められた。
- 水曜：青山英次「SCHOOL OF RADIO」
  - 「スガワラ道場!」にスポーツ情報の役割を譲ったため、邦楽主体の内容に衣替え[5]。解散、活動休止、死没などで取り上げられなくなったミュージシャンを紹介する「レジェンドアーティスト」、ミュージシャンの最新曲とデビュー曲を紹介する「タイムスリップアーティスト」の2コーナーが当期の核となる。
- 木曜：桒子英里「Elly's kitchen」
- 金曜：上野由加里「ユカリズム」
  - 番組本体を21:40までに短縮し、K-POP専門の姉妹番組「聴いトク!韓国!」[6]を新設（21:40 - 21:50）。事実上の2部構成となる。

### 2012年10月 - 2013年3月
番組の放送日がすべて入れ替わる。菅原のみ番組を衣替え。
- 火曜：上野由加里「Yuka-Rhythm」
  - 前年度と同様、「聴いトク!韓国!」との2部構成。
- 水曜：菅原厚「DJスガワラ」
- 木曜：青山英次「SCHOOL OF RADIO」
- 金曜：桒子英里「Elly's kitchen」

### 2013年10月 - 2014年3月
番組と曜日編成は前年度と同様（一部で内容を小変更）。前年度までの2部制を廃止。50分枠番組に戻る。
- 火曜：上野由加里「Yuka-Rhythm」
- 水曜：菅原厚「DJスガワラ」
  - 「スガワラ道場!」以来のスポーツ情報コーナー「Exciting Sports」を開始。
- 木曜：青山英次「SCHOOL OF RADIO」
  - 「レジェンドアーティスト」に代わって新コーナー「カバーソング」を開始。原曲とともに、番組で選んだ他アーティスト1組によるカバー版を紹介。
- 金曜：桒子英里「Elly's kitchen」

### 2014年10月 - 2015年3月
曜日編成は一部で変更（「Elly's kitchen」が木曜日に移動）。金曜日は青山英次の新しい番組「ランキングplus」が始まった（2014年10月3日 - ）。
- 火曜：上野由加里「Yuka-Rhythm」
- 水曜：菅原厚「DJスガワラ」
- 木曜：桒子英里「Elly's kitchen」
- 金曜：青山英次「ランキングplus」
  - 邦楽を中心にして、カラオケランキングを紹介したり、RABの邦楽チャートトップ10を紹介している。青山がかつて担当していた『うたラジ』とほぼ同じ内容の番組。
  - 2015年3月30日からは月曜18:25 - 19:00の時間帯に移動し、ナイターシーズンも番組を継続しているが、ナイターオフシーズンは『MUSIC TOY BOX』放送のため中断。2019年3月で青山がアナウンス職から離れることになり、2019年ナイターシーズンからは同じタイトルで猪股南が担当している。

### 2015年10月 - 2016年3月
曜日編成は一部で変更（「Elly's kitchen」が金曜日に移動）。木曜日は長澤瑠璃子の新しい番組「るりちょbitナイト」が始まった（2015年10月1日 - ）。
- 火曜：上野由加里「Yuka-Rhythm」
- 水曜：菅原厚「DJスガワラ」
- 木曜：長澤瑠璃子「るりちょbitナイト」
- 金曜：桒子英里「Elly's kitchen」

### 2016年10月 - 2017年3月
番組と曜日編成は前年度と同様（一部で内容を小変更）。放送枠が前年度の50分枠から10分拡大となり、60分番組となる。
- 火曜：上野由加里「Yuka-Rhythm」
- 水曜：菅原厚「DJスガワラ」
- 木曜：長澤瑠璃子「るりちょbitナイト」
- 金曜：桒子英里「Elly's kitchen」

### 2017年10月 - 2018年3月
火曜に猪股南、水曜に吉崎ちひろの新番組が始まり、火曜と水曜は1曜日2番組制（前半枠：21:00 - 21:30、後半枠：21:30 - 22:00）に変更。これに伴い、上野と菅原の番組が30分に短縮。その他番組と曜日編成は前年度と同様（一部で内容を小変更）。
- 火曜前半：猪股南「みなみをミテ☆」
- 火曜後半：上野由加里「Yuka-Rhythm」
- 水曜前半：吉崎ちひろ「CHIHIROCK!!」
- 水曜後半：菅原厚「DJスガワラ」
- 木曜：長澤瑠璃子「るりちょbitナイト」
- 金曜：桒子英里「Elly's kitchen」

### 2018年10月 - 2019年3月
火曜後半で境祐貴の新番組がスタート。
- 火曜前半：猪股南「みなみをミテ☆」
- 火曜後半：境祐貴「サカイやさかい!」
- 水曜前半：吉崎ちひろ「CHIHIROCK!!」
- 水曜後半：菅原厚「DJスガワラ」
- 木曜：長澤瑠璃子「るりちょbitナイト」
- 金曜：桒子英里「Elly's kitchen」

### 2019年10月 - 2020年3月
長澤瑠璃子の番組が終了。猪股・境が水曜へ、吉崎・菅原が木曜へスライド移動。空いた火曜21:00 - 22:00の枠には『田村啓美のまるごと歌謡曲!』が入った。
- 水曜前半：猪股南「みなみをミテ☆」
- 水曜後半：境祐貴「サカイやさかい!」
- 木曜前半：吉崎ちひろ「CHIHIROCK!!」
- 木曜後半：菅原厚「DJスガワラ」
- 金曜：桒子英里「Elly's kitchen」

### 2020年10月 - 2021年3月
水曜前半で中村香音の新番組がスタート、猪股南が火曜前半に戻る。なお、火曜後半は非アナウンサー番組『佐藤竹善 from SING LIKE TALKING「レコード部屋」』（静岡放送制作）のネット受け放送を開始。
- 火曜：猪股南「みなみをミテ☆」
- 水曜前半：中村香音「あこがれJourney」
- 水曜後半：境祐貴「サカイやさかい!」
- 木曜前半：吉崎ちひろ「CHIHIROCK!!」
- 木曜後半：菅原厚「DJスガワラ」
- 金曜：桒子英里「Elly's kitchen」

### 2021年10月 - 2022年3月
今年度は新たに橋本莉奈、堀葵衣の新番組がスタート、菅原厚、桒子英里、中村香音の番組が終了した。放送枠としては火曜日21:30枠が復活したが、木曜21:30枠と金曜21:00枠・21:30枠が非アナウンサー枠（木曜21:30枠=『日向坂46の「ひ」』（文化放送制作）、金曜21：00枠=『かすみの聴いでけ!!唄っこ♪話ッコ!』（パーソナリティー=かすみ（青森県在住の民謡歌手））、金曜21:30枠=『#みちょパラ』（ニッポン放送制作））となり放送枠が減り、金曜日の放送が終了となった。
- 火曜前半：境祐貴「サカイやさかい!」（水曜後半から枠移動）
- 火曜後半：橋本莉奈「はしリナの ゆっくリナ まったリナ」（新番組）
- 水曜前半：猪股南「みなみをミテ☆」（火曜前半から枠移動）
- 水曜後半：堀葵衣「ほりちゃんのゆったりホリごたつ」（新番組）
- 木曜：吉崎ちひろ「CHIHIROCK!!」（唯一時間変更なし）

## 関連番組
- RABミュージックCube‐ナイターシーズン中の平日21時台のフィラー番組。時間帯によりRABのアナウンサーが交代でDJを担当
- 聴いて![8] - 平日18：20 - 18：25（ナイターシーズン中の水-金曜日）、または18：30（ナイターシーズン中の月・火曜日とナイターオフシーズンは月-金曜日）まで放送されている。ここではRABのアナウンサーが扮する外人風覆面DJが日替わりで季節の話題と洋楽を選曲している。